# Фрязино (Владимирская область)
Фря́зино — деревня в Судогодском районе Владимирской области России, входит в состав Вяткинского сельского поселения.

## География
Деревня расположена близ пойменного озера Фрязинская старица в 18 км на юго-запад от центра поселения деревни Вяткино, в 23 км на юго-запад от Владимира и в 45 км к северо-западу от райцентра Судогды.

## История
В конце XIX — начале XX века деревня Керпчино входила в состав Подольской волости Владимирского уезда. В 1859 году в деревне числилось 16 дворов, в 1905 году — 29 дворов.
С 1929 года деревня входила с состав Улыбышевского сельсовета Владимирского района, с 1965 года — Судогодского района.

## Население
| 1859 | 1905 | 1926 | 2002 | 2010 | 2021 |
| ---- | ---- | ---- | ---- | ---- | ---- |
| 113  | ↗146 | ↗224 | ↘15  | ↗29  | ↘21  |